# Huido (guerra civil española)

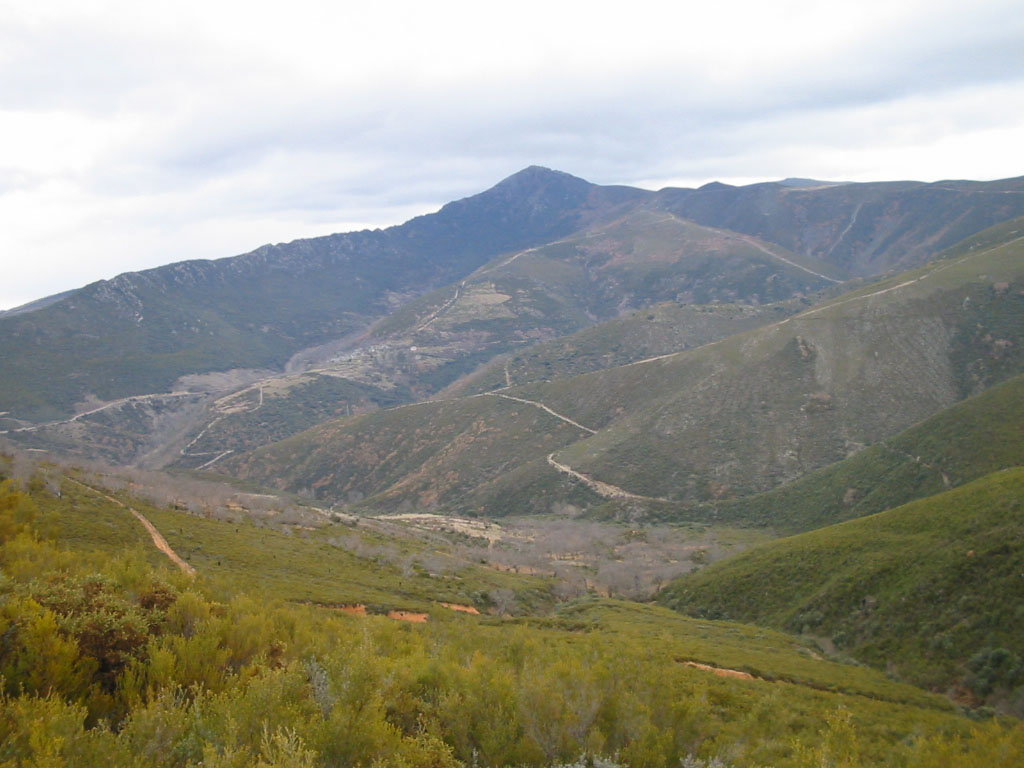
Sierra de Cabrera, limítrofe entre las provincias de León y de Zamora. Una de las zonas montañosas donde se organizaron grupos de huidos.

Se conoce con el nombre de huidos (o fugados, fuxidos, emboscados, escapados o «los del monte») a los republicanos que abandonaron sus lugares de residencia en los territorios ocupados por el bando sublevado durante la guerra civil española por temor a la represión y se escondieron en las zonas montañosas vecinas. La mayor parte de ellos eran simpatizantes o militantes de las organizaciones políticas y sindicales de izquierdas y su único objetivo era sobrevivir a la espera del final de la guerra, por lo que no se organizaron ni política ni militarmente, lo que los distingue de los guerrilleros llamados "maquis". Se distinguen de los llamados "topos" en que éstos se escondían en sus propias casas.
A los primeros huidos se fueron uniendo desertores y prófugos del ejército franquista, así como evadidos de las cárceles y campos de concentración franquistas. En algunos casos también se «echaron al monte» marginados sociales e incluso individuos próximos a la delincuencia.

## Historia
Los primeros huidos aparecieron en las zonas que cayeron inmediatamente en manos de los militares sublevados y que contaban con áreas montañas cercanas donde podían esconderse —Galicia, León y Andalucía Occidental—. En muchos casos se concentraron alrededor de los núcleos mineros como Ponferrada, Fabero, Carballo, Mieres, Almadén, Río Tinto, etc.
El principal apoyo de los huidos eran sus propias familias, que por ello fueron acosadas por las fuerzas franquistas encargadas de perseguirlos. Se les obligaba a visitar periódicamente los cuarteles de la Guardia Civil, donde con frecuencia eran objeto de malos tratos, y a pagar cuantiosas multas, y en ocasiones se les deportaba a otras provincias para impedir que siguieran ayudándoles. Por eso se dieron casos en que se «echó al monte» la familia al completo. También se alentaron las delaciones y se utilizó a confidentes. Esta presión sobre las familias, que se extendió a cualquier personas sospechosa de relacionarse con ellos, consiguió aislar a los huidos por lo que éstos tuvieron que recurrir a los atracos a tiendas o a personas adineradas para conseguir los medios necesarios para sobrevevir —por ello la propaganda franquista los tildó de ser simples delincuentes o bandoleros—.
Se inició así una espiral violenta de represión-contrarrepresión, que los huidos dirigieron fundamentalmente contra las autoridades franquistas así como contra falangistas, confidentes e incluso sacerdotes —en la diócesis de Astorga varios párrocos murieron víctimas de las represalias de los huidos que actuaban por la zona—, aunque se dieron casos de eclesiásticos que les ayudaron y dieron refugio, que denunciaron a sus obispos el trato que recibían cuando eran detenidos —siendo trasladados de parroquia por ello— o que hicieron de intermediarios para que se entregaran.
Las autoridades franquistas consideraron a los huidos como un problema verdaderamente grave por lo que pusieron todos los medios a su alcance para acabar con ellos, desde la pura represión policial a las promesas para que se entregaran. En Huelva fueron lanzadas miles de octavillas sobre las montañas en las que se les ofrecía el perdón a los que no hubieran cometido delitos de sangre y el entierro en sagrado a los demás, mientras que casi al mismo tiempo el general Queipo de Llano, virrey de Andalucía, publicaba un bando en el que se decía:

El hecho de atravesar la región montañosa o de hallarse en ella sin tener una justificación clara el motivo y del fin perseguido podrá ser considerado como rebelión o ayuda a la rebelión.

Los primeros grupos de huidos se constituyeron en las montañas del oeste de la provincia de León nada más producirse el golpe de Estado de julio de 1936. Se movían en el área comprendida entre Ponferrada (provincia de León), Puebla de Sanabria (provincia de Zamora) y Viana del Bollo (provincia de Orense), teniendo su «santuario» en la parroquia de Casayo (concello de Carballeda de Valdeorras), en la sierra del Eje, limítrofe entre las provincias de León y de Orense, y extendiendo sus bases a la vecinas sierra de Cabrera y sierra Segundera. Estos grupos organizaron una red de evasión a Portugal gracias a la colaboración del alcalde de la localidad fronteriza portuguesa de Pinheiro Novo. Tras la caída del frente norte en octubre de 1937 su número se incrementó con la llegada de soldados republicanos procedentes de Asturias. Los cabecillas más conocidos fueron Girón, pronto convertido en una figura legendaria, Serafín Fernández Ramón Santeiro y David Fuentes Álvarez Velasco, este último mandaba un grupo integrado por seis o siete personas.
Otra de las zonas donde se organizaron los primeros grupos de huidos fue en las montañas del norte de la provincia de Huelva, que quedaron aisladas al haber ocupado las fuerzas rebeldes las comarcas cercanas de las provincias de Sevilla y de Badajoz. Posiblemente allí «se produjo la mayor concentración de huidos durante la guerra civil» y fue escenario de numerosas acciones violentas en una espiral creciente de represión-contrarrepresión, que «provocaron la sensación de una provincia en guerra civil cuando oficialmente toda Huelva estaba en manos de los militares rebeldes desde septiembre de 1936».
Al acabar la guerra civil española el problema de los huidos continuó como lo demuestra esta Orden de septiembre de 1941 del director general de la Guardia Civil general Álvarez Arenas:

La presencia en los campos de algunas partidas de huidos dedicados al bandolerismo, obliga a adoptar medidas de carácter excepcional como las que se dicta en esta Orden, para conseguir, en el menor tiempo posible, su total desaparición. Para lograrlo han de emplearse cuantos medios estén a nuestro alcance y sean precisos… El actual estado de cosas ha de desaparecer en plazo no lejano, por lo que no hemos de reparar en medios a emplear para conseguirlo, por enérgicos y duros que ellos sean. A los enemigos en el campo hay que hacerles guerra sin cuartel hasta lograr su total exterminio, y como la actuación de ellos es muy facilitada por sus cómplices, encubridores y confidentes, con ellos hay que seguir idéntico sistema con las modificaciones que las circunstancias impongan... Boletín Oficial de la Guardia Civil, Madrid (septiembre de 1941).